# Carolyn Bracken
Carolyn Bracken es una actriz irlandesa.

## Primeros años
Bracken creció en Nenagh, Condado de Tipperary. Comenzó a actuar a los cuatro años, como miembro del grupo de teatro local The Nenagh Players. También comenzó a asistir a clases de oratoria y teatro en la misma época.
Se graduó en la Escuela de Actuación Gaiety de Dublín.

## Carrera
Bracken comenzó a dedicarse a la actuación cuando tenía unos 30 años.

## Filmografía

### Películas
| Año  | Película              | Papel          | Notas | Ref.        |
| ---- | --------------------- | -------------- | ----- | ----------- |
| 2021 | You Are Not My Mother | Angela Delaney |       | [ 4 ]       |
| 2022 | The Quiet Girl        |                |       | [ 4 ]       |
| 2024 | Oddity                | Darcy / Dani   |       | [ 6 ] [ 7 ] |

### Series de televisión
| Año  | Serie          | Papel       | Notas | Ref.  |
| ---- | -------------- | ----------- | ----- | ----- |
|      | Balor Hall     |             |       | [ 4 ] |
| 2019 | Dublin Murders |             |       | [ 4 ] |
|      | Smother        |             |       | [ 4 ] |
| 2023 | The Gone       | Aileen Ryan |       | [ 3 ] |

## Vida personal
A Bracken le diagnosticaron autismo a los 37 años. Su hijo también es autista.